# Ryan Toolson
Ryan Toolson (Gilbert, 21 marzo 1985) è un ex cestista statunitense.
È cugino di Andy Toolson e nipote di Danny Ainge.

## Carriera
Nell'estate del 2010 arriva in Italia alla Benetton Treviso dove gioca 15 partite con una media di 9,5 punti per gara senza però riuscire ad incidere.
Il 28 febbraio 2011 viene ingaggiato dalla Fabi Shoes Montegranaro fino al termine della stagione.

## Statistiche

### College
| Anno      | Squadra        | PG | PT | MP   | TC%  | 3P%  | TL%  | RP  | AP  | PRP | SP  | PP   |
| --------- | -------------- | -- | -- | ---- | ---- | ---- | ---- | --- | --- | --- | --- | ---- |
| 2006-2007 | UVU Wolverines | 29 | 0  | 25,4 | 49,1 | 44,2 | 97,0 | 1,8 | 1,8 | 0,9 | 0,1 | 15,5 |
| 2007-2008 | UVU Wolverines | 29 | 28 | 37,9 | 47,6 | 43,6 | 95,1 | 3,2 | 2,9 | 0,8 | 0,1 | 23,4 |
| 2008-2009 | UVU Wolverines | 28 | 28 | 37,1 | 46,4 | 38,9 | 92,7 | 3,8 | 3,1 | 1,0 | 0,3 | 23,8 |
| Carriera  | Carriera       | 86 | 56 | 33,4 | 47,5 | 42,3 | 94,4 | 2,9 | 2,6 | 0,9 | 0,1 | 20,9 |

### Eurolega
| Anno      | Squadra  | PG | PT | MP   | TC%  | 3P%  | TL%  | RP  | AP  | PRP | SP  | PP   |
| --------- | -------- | -- | -- | ---- | ---- | ---- | ---- | --- | --- | --- | --- | ---- |
| 2013-2014 | Málaga   | 19 | 5  | 19,1 | 38,8 | 36,8 | 94,1 | 1,1 | 1,0 | 0,3 | 0,1 | 7,2  |
| 2014-2015 | Málaga   | 22 | 5  | 23,0 | 40,9 | 37,0 | 90,2 | 1,3 | 2,5 | 0,6 | 0,0 | 10,9 |
| Carriera  | Carriera | 41 | 10 | 21,2 | 40,1 | 36,9 | 91,4 | 1,2 | 1,8 | 0,5 | 0,0 | 9,2  |

### Eurocup
| Anno      | Squadra              | PG | PT | MP   | TC%  | 3P%  | TL%  | RP  | AP  | PRP | SP  | PP    |
| --------- | -------------------- | -- | -- | ---- | ---- | ---- | ---- | --- | --- | --- | --- | ----- |
| 2010-2011 | Pall. Treviso        | 11 | 6  | 19,9 | 36,1 | 40,0 | 100  | 1,7 | 1,0 | 0,6 | 0,1 | 5,5   |
| 2015-2016 | Zenit S. Pietroburgo | 15 | 13 | 28,0 | 50,8 | 51,6 | 95,1 | 2,5 | 3,2 | 0,3 | 0,0 | 18,5  |
| 2016-2017 | Zenit S. Pietroburgo | 14 | 7  | 27,2 | 47,1 | 42,6 | 93,1 | 2,3 | 2,7 | 0,9 | 0,0 | 18,9* |
| Carriera  | Carriera             | 40 | 26 | 25,5 | 47,1 | 46,1 | 94,7 | 2,2 | 2,4 | 0,6 | 0,0 | 15,1  |